# گل بی‌صبر (سرده)
گل بی‌صبر، گل حنا (نام علمی: Impatiens) نام یک سرده از راسته شمعدانی‌سانان است.